# 近鉄特急 (曲)
『近鉄特急』（きんてつとっきゅう、別名「近鉄のうた（きんてつ-）」）は、1961年に発表された、テレビコマーシャル向けに製作された楽曲である。

## 概要
1961年に近畿日本鉄道が自社路線をPRするために、三木鶏郎に作詞・作曲を依頼して製作された。歌唱は楠トシエで、バックコーラスはボニージャックス。
内容は近鉄沿線に住む一家を歌にしたもので、パパが近鉄で通勤に、ママが近鉄百貨店にお買い物、子供が修学旅行や遠足で近鉄を利用するというものであった。歌詞に登場する「二階の電車」とは当時の近鉄が誇ったビスタカーを指している。
同時期に放送を開始した一社提供テレビ番組『近鉄金曜劇場』（朝日放送・TBS系列）のオープニングに使用されたほか、1980年代まで近鉄のテレビCMで使用されていた（オリジナル版に加え、時代に合わせたアレンジなども加えたりした）。同時期まで近鉄特急の特急券自動券売機でも発行時に流されていた。また一社提供テレビ番組『真珠の小箱』（毎日放送）でも番組内のCMで流れていた。
毎年開催されている「きんてつ鉄道まつり」のうち、会場が五位堂検修車庫および高安検車区となる秋の開催では、メイン会場となる前者の施設内において、近鉄吹奏楽部「ミュージックメッセンジャーズ」の手によって、この楽曲の生演奏・歌唱が披露されるのが恒例となっている。近年のバージョンでは2・3番の歌詞が一部変更されている（2番はあべのハルカス近鉄本店へ買い物をしに行くという内容になっている。また、3番の遠足の行先はオリジナルの歌詞では名古屋・奈良・大阪だが、大阪が伊勢志摩に変わっている）。